# The Hound of Death and Other Stories
The Hound of Death and Other Stories est un recueil de douze nouvelles d'Agatha Christie, publié au Royaume-Uni en octobre 1933 chez Odhams Press.
La publication de ce recueil est inhabituelle. Le recueil ne pouvait être acheté qu'à l'aide de coupons disponibles dans la revue The Passing Show. Il faut attendre 1936 pour voir la sortie du recueil chez son éditeur habituel Collins Crime Club. Le recueil n'est pas sorti aux États-Unis et n'a d'abord connu qu'une adaptation très partielle en France en 1981 sous le titre Le Flambeau, avant d'être traduit intégralement tout en conservant ce même titre..
Hormis le texte Témoin à charge qui est une nouvelle policière, les autres nouvelles se rattachent à la littérature fantastique, genre habituellement non pratiqué par Agatha Christie, .

## Composition du recueil
1. The Hound of Death (Le Chien de la mort)
2. The Red Signal (Le Signal rouge)
3. The Fourth Man (La Vivante et la Morte)
4. The Gypsy (La Gitane)
5. The Lamp (Le Flambeau)
6. Wireless (T.S.F.)
7. The Witness for the Prosecution (Témoin à charge)
8. The Mystery of the Blue Jar (Le Mystère du vase bleu)
9. The Strange Case of Sir Arthur Carmichael (Le Cas étrange de sir Arthur Carmichael)
10. The Call of Wings (Dans un battement d'ailes)
11. The Last Seance (La Dernière Séance)
12. SOS (S.O.S.)

## Publications

### États-Unis
Le recueil n'a pas d'équivalent aux États-Unis, les nouvelles sont publiées plus tard dans différents recueils :
- les nouvelles nos 2, 3, 6, 7, 8 et 12 sont publiées en 1948 dans The Witness for the Prosecution and Other Stories ;
- la nouvelle no 11 est publiée en 1961 dans Double Sin and Other Stories ;
- les nouvelles nos 1, 4, 5, 9 et 10 sont publiées en 1971 dans The Golden Ball and Other Stories.

### France
Une adaptation très partielle de ce recueil est parue en France, en 1981, sous le titre Le Flambeau, reprenant sept des douze nouvelles du recueil britannique de 1933 (nos 1, 3, 4, 5, 9, 10 et 11) et deux nouvelles complémentaires, Fleur de Magnolia et Le Miroir. Les cinq autres nouvelles du recueil original avaient été publiées auparavant dans d'autres anthologies :
- les nouvelles nos 6, 7, 8 ont été publiées en 1969 dans Témoin à charge ;
- les nouvelles nos 2 et 12 ont été publiées en 1971 dans Allô, Hercule Poirot ;

Une traduction complète du recueil voit le jour une dizaine d'années plus tard, pour une première publication en 1991 dans la collection des Intégrales du Masque. 